# Colapso de la selva tropical del Carbonífero

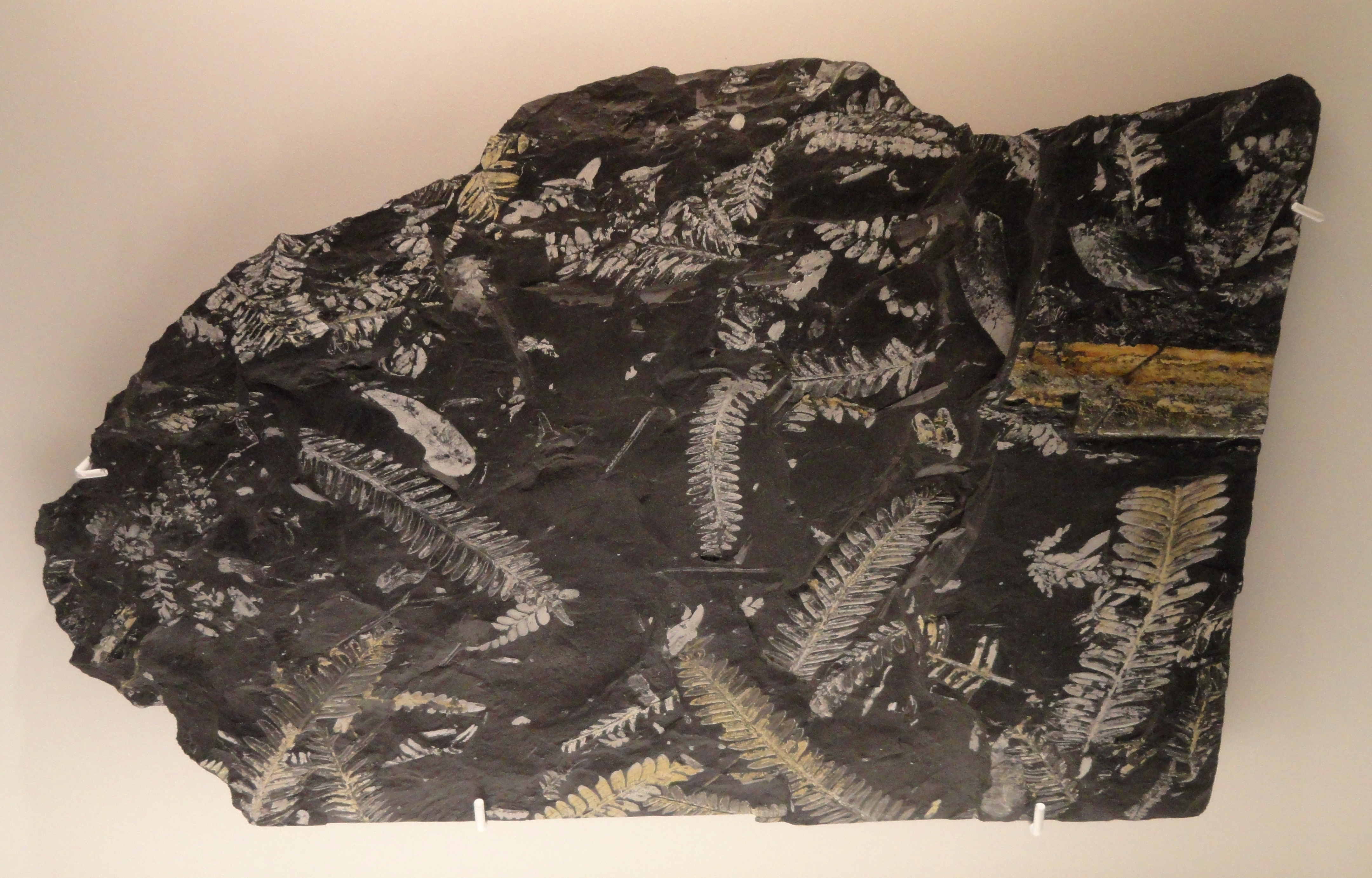
Los bosques de carbón continuaron después del colapso de la selva tropical del Carbonífero. Estos fósiles de plantas son de uno de esos bosques de aproximadamente 5 millones de años después de la CRC. Sin embargo, la composición de los bosques cambió de un bosque dominado por lepidodendros a uno predominantemente de helechos arborescentes y helechos semilleros.

El colapso de la selva tropical del Carbonífero (CRC por sus siglas en inglés) fue un evento de extinción menor que ocurrió hace unos 305 millones de años, en el Kasimoviense temprano, edad del Pensilvánico Tardío (Carbonífero tardío). Alteró los vastos bosques de carbón que cubrían la región ecuatorial de Euroamérica. Este evento puede haber fragmentado los bosques en refugios aislados o 'islas' ecológicas, lo que a su vez fomentó el enanismo y, poco después, la extinción de muchas especies de plantas y animales. Después del evento, los bosques tropicales formadores de carbón continuaron en grandes áreas de la Tierra, pero su extensión y composición cambiaron y la fragmentación de los hábitats y el cambo climático propiciaron la diversificación de los tetrápodos no anfibios.

## Patrones de extinción en tierra

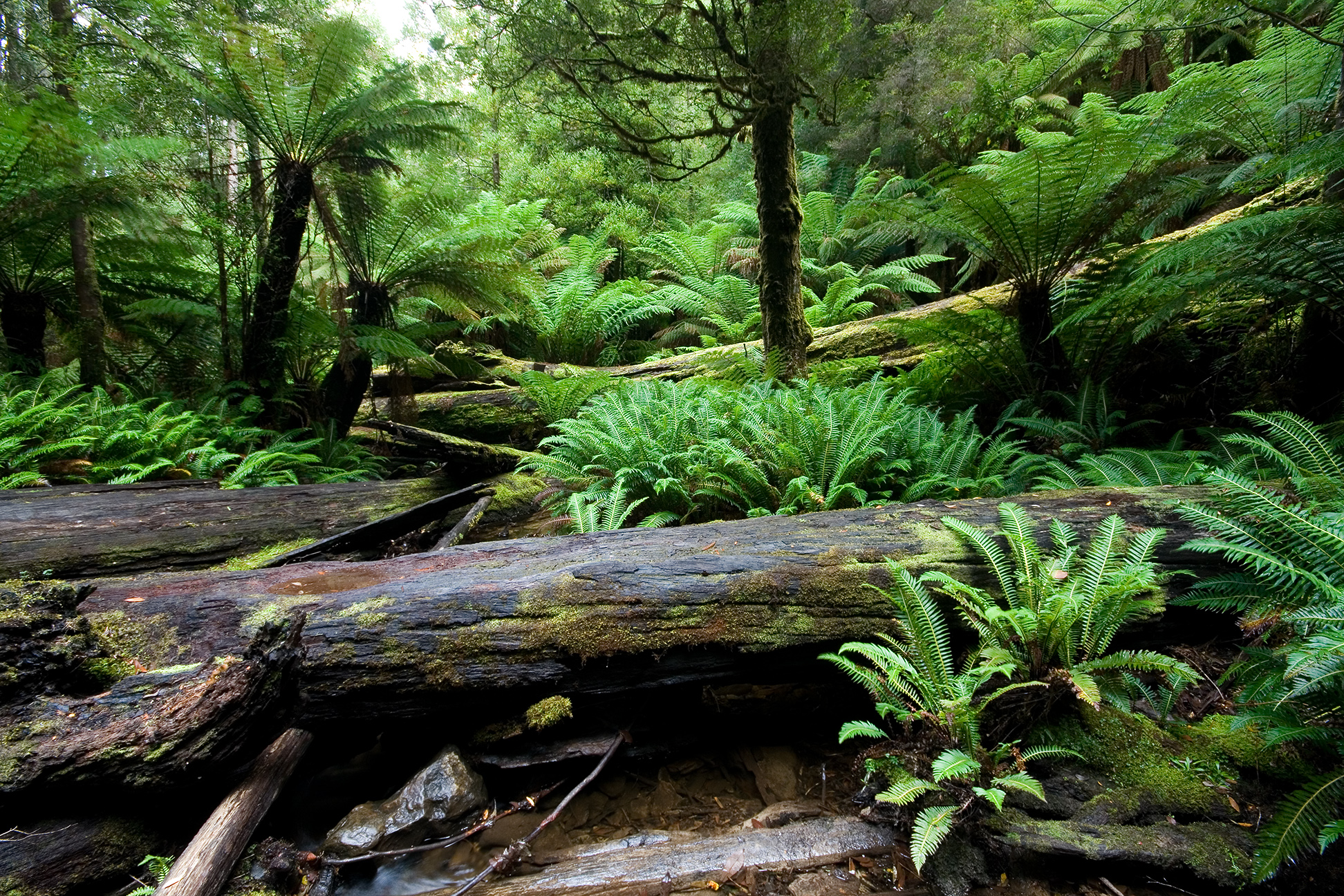
Helechos y helechos arbóreos del parque nacional del Monte Field, que dan una impresión de cómo podría haber sido una selva tropical del Carbonífero.

En el Carbonífero, las grandes selvas tropicales de Euramérica albergaron altísimos lycopodiophyta, una mezcla heterogénea de vegetación, así como una gran diversidad de vida animal: libélulas gigantes, milpiés, cucarachas, anfibios y los primeros amniotas.

### Plantas
El surgimiento de las selvas tropicales en el Carbonífero alteró en gran medida los paisajes al erosionar los sistemas fluviales anastomosantes (trenzados) de baja energía y ricos en materia orgánica con múltiples canales e islas aluviales estables. La continua evolución de plantas parecidas a árboles aumentó la estabilidad de la llanura aluvial (menos erosión y movimiento) por la densidad de los bosques de la llanura aluvial, la producción de escombros leñosos y un aumento en la complejidad y diversidad de conjuntos de raíces.
El colapso se produjo a través de una serie de cambios escalonados. Primero, hubo un aumento gradual en la frecuencia de helechos oportunistas al final del Moscoviense. Esto fue seguido en el primer kasimoviense por una extinción importante y abrupta de los licópsidos dominantes y un cambio a ecosistemas dominados por helechos arbóreos. Esto se ve confirmado por un estudio reciente que muestra que la presencia de ríos serpenteantes y ramificados, la aparición de abundantes restos leñosos arrastrados y los registros de atascos de troncos disminuyen significativamente en el límite entre Moscoviense y Kasimoviense. Las selvas tropicales se fragmentaron, formando 'islas' cada vez más alejadas, y al final del Kasimoviense, las selvas tropicales desaparecieron del registro fósil.

### Animales
Antes del colapso, la distribución de las especies animales era muy cosmopolita —las mismas especies existían en todas partes de la zona tropical de Pangea— pero después del colapso, cada "isla" de la selva tropical superviviente desarrolló su propia mezcla única de especies. Muchas especies de anfibios se extinguieron, mientras que los antepasados de reptiles y mamíferos se diversificaron en más especies después de la crisis inicial. Estos patrones se explican mediante la teoría de la biogeografía insular, un concepto que explica cómo progresa la evolución cuando las poblaciones se restringen a focos aislados. Esta teoría se desarrolló originalmente para las islas oceánicas, pero se puede aplicar igualmente bien a cualquier otro ecosistema que esté fragmentado, existiendo solo en pequeños parches y rodeado por otro hábitat inadecuado. Según esta teoría, el impacto inicial de fragmentación de hábitat es devastador, y la mayor parte de la vida muere rápidamente por falta de recursos. Luego, a medida que las plantas y animales supervivientes se restablecen, se adaptan a su entorno restringido para aprovechar la nueva disponibilidad de recursos y diversificarse. Después del colapso de la selva carbonífera, la vida de cada región aislada evolucionó independientemente, lo que resultó en una mezcla de especies única que los ecólogos llaman endemismos.

## Recuperación biótica y consecuencias evolutivas

### Plantas
La fragmentación de los humedales dejó algunos refugios aislados en Europa. Sin embargo, incluso estos fueron incapaces de mantener la diversidad de la flora moscoviense. Para el asseliense, muchas familias de helechos semilleros que caracterizaban los humedales tropicales de moscoviense habían desaparecido, incluidas Flemingitaceae, Diaphorodendraceae, Tedeleaceae, Urnatopteridaceae, Alethopteridaceae, Cyclopteridaceae y Neurodontopteridaceae.

### Invertebrados
El agotamiento de la vida vegetal contribuyó a la disminución de las concentraciones de oxígeno en la atmósfera. Los altos niveles de oxígeno habían hecho posibles los enormes artrópodos de la época. Debido a la disminución del oxígeno, estos tamaños ya no se pudieron acomodar y, por lo tanto, entre esto y la pérdida de hábitat, los artrópodos gigantes fueron eliminados en este evento, especialmente las libélulas gigantes (Meganeura) y los milpiés (Arthropleura).[cita requerida]

### Vertebrados

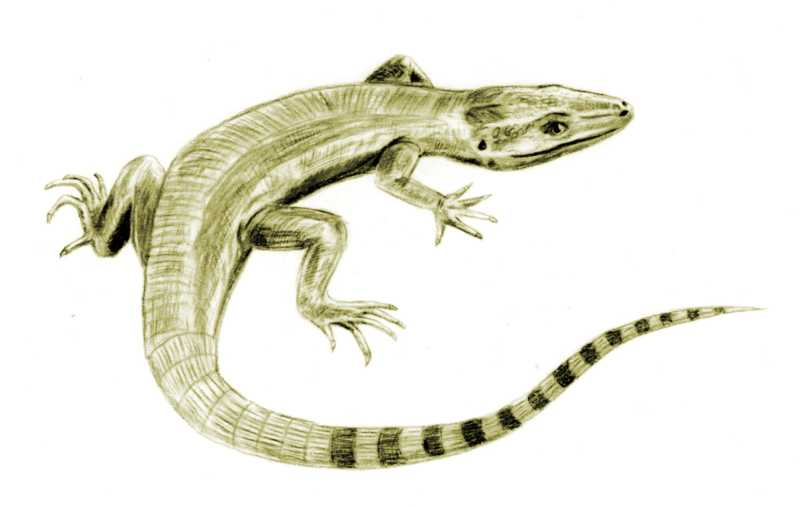
Los sinápsidos adaptados a la tierra, los predecesores del linaje de los mamíferos, como Archaeothyris, se encontraban entre los grupos que se recuperaron rápidamente después del colapso.

Este colapso repentino afectó a varios grupos grandes. Los anfibios laberintodontos fueron particularmente devastados, mientras que los amniotas (los primeros miembros de los grupos saurópsidos y sinápsidos) se comportaron mejor, estando fisiológicamente mejor adaptados a las condiciones más secas.
Los anfibios pueden sobrevivir en condiciones de frío disminuyendo las tasas metabólicas y recurriendo a estrategias de hibernación (es decir, pasando la mayor parte del año inactivos en madrigueras o debajo de troncos). Sin embargo, esta no es una forma eficaz de lidiar con condiciones desfavorables prolongadas, especialmente la desecación. Los anfibios deben regresar al agua para poner huevos, mientras que los amniotas ponen huevos que tienen una membrana que retiene el agua y permite el intercambio de gases fuera del agua. Debido a que los anfibios tenían una capacidad limitada para adaptarse a las condiciones más secas que dominaban los ambientes del Pérmico, muchas familias de anfibios no lograron ocupar nuevos nichos ecológicos y se extinguieron.
Los sinápsidos y saurópsidos adquirieron nuevos nichos más rápido que los anfibios y nuevas estrategias de alimentación, incluyendo herbívoros y carnívoros, que anteriormente solo habían sido insectívoros y piscívoros.

## Posibles causas

### Atmósfera y clima
Hay varias hipótesis sobre la naturaleza y la causa del colapso de la selva carbonífera, algunas de las cuales incluyen el cambio climático. Después del máximo glacial del Bashkiriense tardío de la glaciación Karoo, hace unos 318 Ma comenzaron los cambios de alta frecuencia de los tiempos húmedos a los áridos estacionales.
El período Carbonífero se caracteriza por la formación de depósitos de carbón que se formaron en un contexto de remoción de carbono atmosférico. A fines del Pensilvánico (Moscoviense tardío) comenzó un ciclo de aridificación. En el momento del colapso de la selva tropical del Carbonífero, el clima se volvió más frío y seco. Esto se refleja en el registro geológico cuando la Tierra entró en una corta e intensa edad de hielo. El nivel del mar descendió unos 100{ m, y el hielo glaciar cubrió la mayor parte del continente meridional de Gondwana. El clima era desfavorable para las selvas tropicales y gran parte de la biodiversidad en ellas. Las selvas tropicales se redujeron a parches aislados, en su mayoría confinados a valles húmedos cada vez más separados. Poco del bioma de la selva tropical licópsida original sobrevivió a esta crisis climática inicial. La concentración de dióxido de carbono en la atmósfera se desplomó a uno de sus mínimos globales de todos los tiempos en el Pensilvánico y el Pérmico temprano.
A medida que el clima se volvió a aridificar a durante el resto del Paleozoico, las selvas tropicales fueron finalmente reemplazadas por biomas estacionalmente secos. Aunque la velocidad exacta y la naturaleza del colapso no están claras, se cree que ocurrió con relativa rapidez en términos geológicos, solo unos pocos miles de años como máximo.[cita requerida]

### Vulcanismo
Se ha demostrado que la pluma mantélica de Skagerrak se elevó desde el límite entre el núcleo y el manto hasta su posición de ~300 Ma. El intervalo de erupción principal tuvo lugar en un intervalo de tiempo muy estrecho, de 297 Ma ± 4 Ma. La formación de la grieta coincide con el límite Moskoviense/Kasimoviense y el colapso de la selva tropical del Carbonífero.

## Clima y geología
Un cambio paleoclimático de naturaleza global ocurrió durante el Moscoviense y el Kasimoviense. Un secado atmosférico (aridificación) ocurrió en el Pensilvánico medio a tardío, coincidiendo con cambios abruptos de fauna en especies marinas y terrestres. Este cambio se registró en los paleosuelos, que reflejan un período de disminución general de la hidromorfía, mayor drenaje libre y estabilidad del paisaje, y un cambio en el clima regional general a condiciones más secas en el Pensilvánico superior (Misuriense en la escala regional estadounidense). Esto es consistente con las interpretaciones climáticas basadas en asociaciones paleobotánicas contemporáneas y el registro geológico.

## Yacimientos paleontológicos

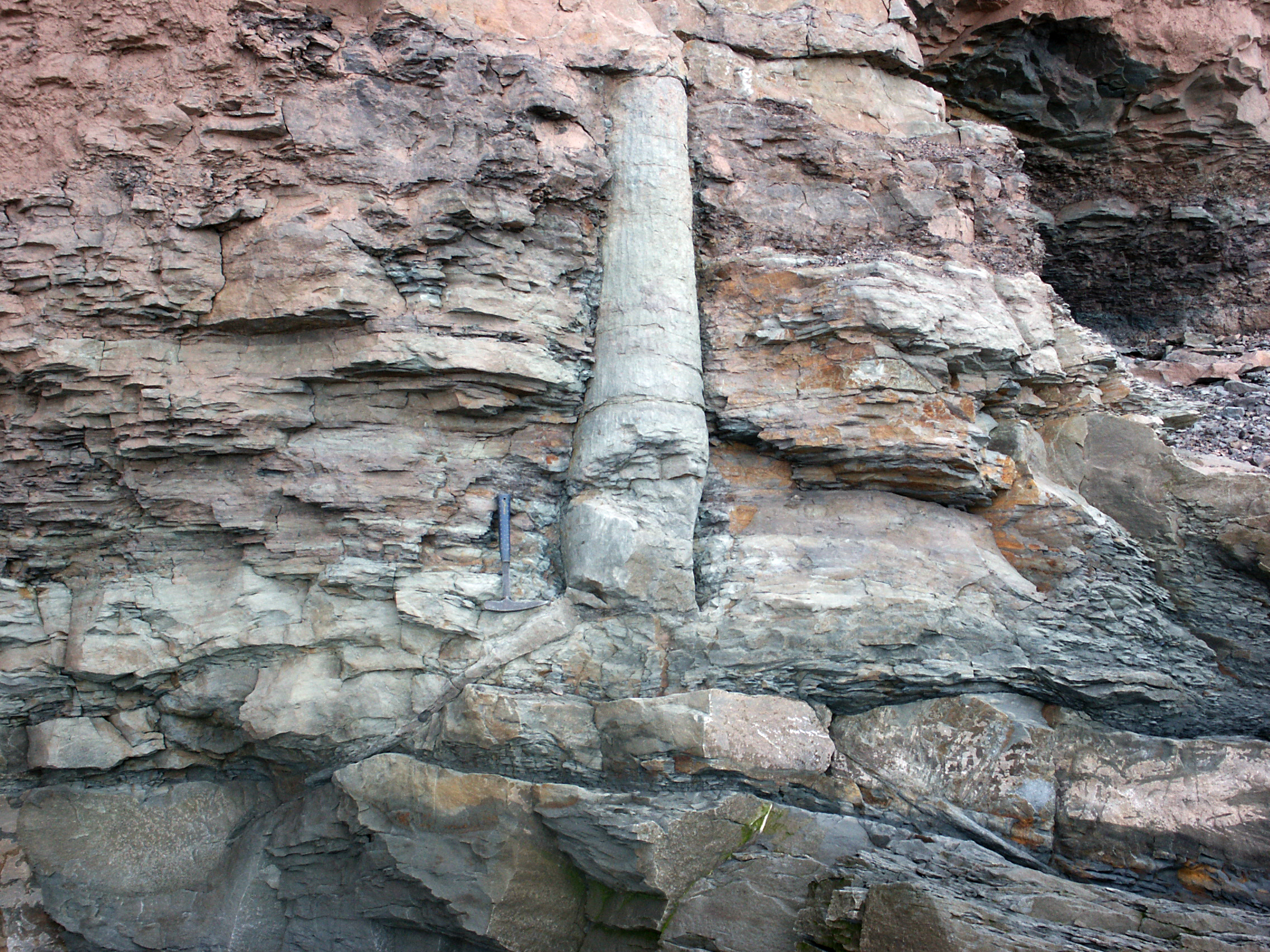
Fósiles de licópsidos, probablemente Sigillaria, de Joggins, con raíces estigmarianas adjuntas.

Muchas localidades fosilíferas en todo el mundo reflejan las condiciones cambiantes del colapso de la selva carbonífera.
- Hamilton, Kansas, Estados Unidos
- Jarrow Tyne & Wear, Reino Unido
- Antigua mina Linton en Saline Township, condado de Jefferson, Ohio, Estados Unidos
- Nýřany, República Checa
- Joggins, Canadá

Los acantilados fosilíferos de Joggins en la bahía de Fundy de Nueva Escocia, un sitio del Patrimonio Mundial de la UNESCO, es una localidad fosilífera con fósiles particularmente bien conservados. Charles Lyell descubrió esqueletos fósiles incrustados en los acantilados que se desmoronaban en 1852. En 1859, su colega William Dawson descubrió el antepasado reptil más antiguo conocido, Hylonomus lyelli, y desde entonces se han encontrado cientos de esqueletos más, incluido el del sinápsido más antiguo, Protoclepsydrops.